# Zonocerus
Zonocerus is een geslacht van rechtvleugeligen uit de familie Pyrgomorphidae. De wetenschappelijke naam werd gepubliceerd in 1873 door Stål.

## Soorten
Zonocerus omvat de volgende soorten:
- Zonocerus elegans Thunberg, 1815
- Zonocerus variegatus Linnaeus, 1758